# Raisen
Raisen là một thành phố và khu đô thị của quận Raisen thuộc bang Madhya Pradesh, Ấn Độ.

## Địa lý
Raisen có vị trí 23°20′B 77°48′Đ / 23,33°B 77,8°Đ Nó có độ cao trung bình là 445 mét (1459 feet).

## Nhân khẩu
Theo điều tra dân số năm 2001 của Ấn Độ, Raisen có dân số 35.553 người. Phái nam chiếm 53% tổng số dân và phái nữ chiếm 47%. Raisen có tỷ lệ 66% biết đọc biết viết, cao hơn tỷ lệ trung bình toàn quốc là 59,5%: tỷ lệ cho phái nam là 72%, và tỷ lệ cho phái nữ là 59%. Tại Raisen, 15% dân số nhỏ hơn 6 tuổi.